# گمینا مالخووو
گمینا مالخووو (به لهستانی:  Gmina Malechowo) یک گمینا در لهستان است که در شهرستان سواونو واقع شده‌است. گمینا مالخووو ۲۲۶٫۶۳ کیلومتر مربع مساحت و ۶٬۵۶۰ نفر جمعیت دارد.